# Kingston (condado de Green Lake, Wisconsin)
Kingston es un pueblo ubicado en el condado de Green Lake en el estado estadounidense de Wisconsin. En el Censo de 2010 tenía una población de 1.064 habitantes y una densidad poblacional de 14,02 personas por km².

## Geografía
Kingston se encuentra ubicado en las coordenadas 43°40′50″N 89°11′14″O / 43.68056, -89.18722. Según la Oficina del Censo de los Estados Unidos, Kingston tiene una superficie total de 75.88 km², de la cual 73.59 km² corresponden a tierra firme y (3.02%) 2.29 km² es agua.

## Demografía
Según el censo de 2010, había 1.064 personas residiendo en Kingston. La densidad de población era de 14,02 hab./km². De los 1.064 habitantes, Kingston estaba compuesto por el 98.87% blancos, el 0.28% eran afroamericanos, el 0.28% eran amerindios, el 0.09% eran asiáticos, el 0% eran isleños del Pacífico, el 0% eran de otras razas y el 0.47% pertenecían a dos o más razas. Del total de la población el 0.75% eran hispanos o latinos de cualquier raza.